# Tarariras
Tarariras – miasto w południowej części departamentu Colonia w Urugwaju. Prawa miejskie nadano 4 listopada 1969 roku.